# Czesław Wróblewski
Czesław Wróblewski (ur. 17 grudnia 1892 w Sączkowie, zm. 6 lipca 1970 w Przemęcie) – polski rolnik, działacz społeczny, polityk, poseł na Sejm w II RP.

## Życiorys
Syn Wawrzyńca (ur. 1838) i Barbary z d. Mańka (ur. 1849). Uczęszczał do szkoły elementarnej w Sączkowie. W 1906 wziął udział w strajku szkolnym. W 1912 został powołany do wojska pruskiego. W czasie I wojny światowej służył w artylerii w stopniu ogniomistrza sztabowego. Po powrocie 9 stycznia 1919 przystąpił do powstania wielkopolskiego. Wziął udział w walkach o Lipno i Osieczną.
W dwudziestoleciu międzywojennym pracował w kółkach rolniczych. Był członkiem Rady Głównej Wielkopolskiego Towarzystwa Kółek Rolniczych. Należał do rady i zarządu Wielkopolskiej Izby Rolniczej. Mieszkał w Sączkowie. W 1935 został wybrany wiceprezesem Kółka Rolniczego w Przemęcie. Był też członkiem Chrześcijańsko-Narodowego Stronnictwa Rolniczego (ChNSR).
W 1935 roku został posłem IV kadencji (1935–1938) wybranym 21 026 głosami z okręgu nr 96 (powiaty: leszczyński, wolsztyński, kościański, śremski, gostyński i rawicki). W kadencji tej był zastępcą członka komisji budżetowej. 11 listopada 1937 roku został odznaczony Krzyżem Oficerskim Orderu Odrodzenia Polski. W 1938 roku został wybrany ponownie posłem, V kadencji (1938–1939) z listy Obozu Zjednoczenia Narodowego.
W czasie II wojny światowej więzień obozu Dachau.
Po wojnie współtworzył Gminną Spółdzielnię „Samopomoc Chłopska” w Buczu jako punkt skupu produktów rolnych i zakupu towarów dla produkcji rolnej. W latach 1957–1960 był prezesem Powiatowych Kółek Rolniczych w Kościanie.
Był mężem Bronisławy (1905–1990).
Pochowany na Cmentarzu Komunalnym w Przemęcie.